# Next Level
Next Level este cel de-al zecelea album de studio al cântăreței japoneze Ayumi Hamasaki lansat de casa de discuri Avex Trax pe 25 martie 2009 în Japonia. A fost lansat în patru formate: CD, CD+DVD, 2CD+DVD (al doilea CD conținând versiunea audio a concertului Premium CDL 2008 2009) și USB. Este primul album al lui Hamasaki și unul dintre primele albume din lume care au fost lansate în format USB. USBul ce deține o memorie de 2 GB include cele 14 melodii de pe album împreuna cu versurile corespunzătoare, și șase videoclipuri în format mp4. Prețul acestuia se află undeva în jurul valorii de 6800 de yeni.
Albumul a fost certificat de două ori cu platină pentru vânzări de 500,000 de exemplare.

## Titlu și concept
Într-un interviu dat de Ayumi binecunoscutei reviste japoneze S Cawaii din luna Mai 2009, artista vorbește despre conceptul albumului Next Level. Hamasaki descrie nivelul următor sub forma unei încântări personale asupra provocărilor viitoare din carieră:
"Expresia - 'nivelul urmator'- mi-a stat în minte înca de ceva vreme, dar m-am gândit foarte mult la sensul acesteia, ce ar putea să reprezinte în realitate acest nivel? O întoarcere simbolică la rădacini sau o evoluție cu o viteză uimitoare de acum încolo? Totuși, am ajuns la concluzia că nici unul dintre răspunsuri nu este cel adevărat, ci pur și simplu faptul că nu mă pot opri acum, acesta fiind și motivul pentru care voi continua să lupt, să primesc noi și noi provocări. Dupa ce am terminat de stabilit conceptul, urmează etapele obișnuite în care îmi aleg melodiile, stilul vocal și instrumentele."
Totusi, in plan general, albumul vine si ca un sfat asupra celor derutati de necunoscut si "de viteza uimitoare la care este supus pamantul"(extras din versurile melodiei "rollin'"):
“Personal vorbind, sunt destul de hotărâtă atunci când vine momentul deciziilor importante și îmi înțeleg propriile intenții. Dar în general, când cineva îți oferă un imbold, simți că ți-a fost oferit un mare sprijin care pur și simplu te va ajuta să pornești în cautarea noului tău drum. Cei care pur și simplu nu pot face primul pas au rămas într-o stare de panică, întrebându-se neîncetat "Oare ce se va întampla dacă..?" "Cum vor decurge lucrurile dacă..?" Dar firește că rezultatul vine mult mai târziu. Oricat ai încerca să te gândești, nu poți descifra viitorul. Așa că, decât să te îngrijorezi într-un mod inutil, de ce să nu iei atitudine?"

## Gen muzical
Se poate spune că albumul este împarțit în trei părți din punct de vedere al genului muzical. Prima jumătate a albumului (de la "Bridge to the sky" până la "rollin'") aparține genului electronic spre deosebire de cea de-a doua jumătate a albumului (de la "Load of the Shugyo" până la "Pieces of Seven") care intră în categoria rockului. Ultima parte a albumului este constituită de cele două balade "Days" și "Curtain Call". Totuși, melodia cu numărul 7 intitulată "Green" nu intră în nici una dintre aceste trei părti deoarece nu aparține nici genului electronic, nici rockului și nu se poate spune nici ca este o baladă. De fapt, aceasta are influențe din muzica tradițională chinezească și face legătura între primele două părți ale albumului.

## Lista cu melodii
Toate versurile sunt scrise de Ayumi Hamasaki. 
| CD  |                                     |                |             |         |  |
| Nr. | Titlu                               | Muzică         | Aranjamente | Lungime |  |
| 1.  | „Bridge to the Sky”                 | Yuta Nakano    | Yuta Nakano | 1:43    |  |
| 2.  | „Next Level”                        | D.A.I          | HΛL         | 4:30    |  |
| 3.  | „Disco-munication” (instrumental)   | CMJK           | CMJK        | 1:32    |  |
| 4.  | „Energize”                          | Yuta Nakano    | CMJK        | 4:31    |  |
| 5.  | „Sparkle”                           | Kazuhiro Hara  | CMJK        | 4:30    |  |
| 6.  | „Rollin'”                           | Yuta Nakano    | CMJK        | 5:04    |  |
| 7.  | „Green”                             | Tetsuya Yukumi | tasuku      | 4:49    |  |
| 8.  | „Load of the Shugyo” (instrumental) | CMJK           | CMJK        | 1:32    |  |
| 9.  | „Identity”                          | Yuta Nakano    | Yuta Nakano | 4:19    |  |
| 10. | „Rule”                              | Miki Watanabe  | HΛL         | 4:06    |  |
| 11. | „Love 'n' Hate”                     | Yuta Nakano    | Yuta Nakano | 3:51    |  |
| 12. | „Pieces of Seven” (instrumental)    | HΛL            | HΛL         | 2:31    |  |
| 13. | „Days”                              | Kunio Tago     | HΛL         | 5:03    |  |
| 14. | „Curtain Call”                      | Kazuhiro Hara  | Yuta Nakano | 3:44    |  |

| Premium Countdown 2008–2009 CD Live |                      |         |  |
| Nr.                                 | Titlu                | Lungime |  |
| 1.                                  | „Green”              | 4:52    |  |
| 2.                                  | „Will”               | 6:29    |  |
| 3.                                  | „End of the World”   | 4:43    |  |
| 4.                                  | „Heartplace”         | 7:03    |  |
| 5.                                  | „And Then”           | 2:25    |  |
| 6.                                  | „Naturally”          | 3:31    |  |
| 7.                                  | „Powder Snow”        | 4:39    |  |
| 8.                                  | „Hope or Pain”       | 4:27    |  |
| 9.                                  | „Over”               | 5:10    |  |
| 10.                                 | „Scar”               | 7:01    |  |
| 11.                                 | „Signal”             | 2:25    |  |
| 12.                                 | „Hana”               | 1:49    |  |
| 13.                                 | „Too Late”           | 4:10    |  |
| 14.                                 | „Everywhere Nowhere” | 3:40    |  |
| 15.                                 | „Days”               | 5:05    |  |
| 16.                                 | „For My Dear...”     | 4:41    |  |

| DVD |                                                         |         |  |
| Nr. | Titlu                                                   | Lungime |  |
| 1.  | „Days (Videoclip)”                                      | 5:20    |  |
| 2.  | „Green (Videoclip)”                                     | 5:32    |  |
| 3.  | „Rule (Videoclip)”                                      | 4:27    |  |
| 4.  | „Sparkle (Videoclip)”                                   | 4:44    |  |
| 5.  | „Next Level (Videoclip)”                                | 4:31    |  |
| 6.  | „Curtain Call (Videoclip)”                              | 3:48    |  |
| 7.  | „Days (Secvențe de la filmările videoclipului)”         | 3:54    |  |
| 8.  | „Green (Secvențe de la filmările videoclipului)”        | 3:59    |  |
| 9.  | „Rule (Secvențe de la filmările videoclipului)”         | 3:17    |  |
| 10. | „Sparkle (Secvențe de la filmările videoclipului)”      | 3:29    |  |
| 11. | „Next Level (Secvențe de la filmările videoclipului)”   | 4:37    |  |
| 12. | „Curtain Call (Secvențe de la filmările videoclipului)” | 3:12    |  |

## Lansare
| Regiune       | Dată           | Format                                                                       | Număr        |
| ------------- | -------------- | ---------------------------------------------------------------------------- | ------------ |
| Japonia       | 25 martie 2009 | 2CD+DVD - Presa inițială in ediție limitată                                  | AVCD-23856/B |
| Japonia       | 25 martie 2009 | CD+DVD                                                                       | AVCD-23858/B |
| Japonia       | 25 martie 2009 | CD                                                                           | AVCD-23859   |
| Japonia       | 25 martie 2009 | USB - Presa inițială in ediție limitată - Presa secundară in ediție limitată | AVZD-23860   |
| Taiwan        | 27 martie 2009 |                                                                              |              |
| Hong Kong     | 3 aprilie 2009 |                                                                              |              |
| China         | 25 martie 2009 | 2CD+DVD                                                                      |              |
| China         | 25 martie 2009 | CD                                                                           |              |
| Coreea de Sud | 27 martie 2009 |                                                                              |              |

## Topuri și certificări
| Clasament                     | Poziția de vârf | Vânzările totale | Durată                 |
| ----------------------------- | --------------- | ---------------- | ---------------------- |
| Clasamentul Oricon Zilnic     | 1               | 99,200           | 30 săptămâni (379,989) |
| Clasamentul Oricon Săptămânal | 1               | 240,810          | 30 săptămâni (379,989) |
| Clasamentul Oricon Lunar      | 1               | 332,787          | 30 săptămâni (379,989) |
| Clasamentul Oricon Anual      | 16              | 379,989          | 30 săptămâni (379,989) |

| Țară    | Furnizor | Certification    |
| ------- | -------- | ---------------- |
| Japonia | RIAJ     | de 2 ori Platină |